# Georg Scheffler
Johann Georg Scheffler (* 3. Januar 1877 in Erlangen; † 14. Juni 1933 in Wiesbaden-Biebrich) war ein deutscher Bürgermeister und Mitglied des Provinziallandtages der Provinz Hessen-Nassau.

## Leben
Georg Scheffler wurde als Sohn des Schuhmachers und Tagelöhners David Scheffler (1845–1921) und dessen Ehefrau Anna Katharina Fickel (1842–1920) geboren.
Er besuchte die Volksschule in Erlangen und machte eine Berufsbildung zum Weber, war politisch aktiv und schloss sich der Gewerkschaftsbewegung an. 1901 trat er in die SPD ein und kam 1904 nach Biebrich, wo er im April 1905 Emilie Leichtfuß (1878–1960) heiratete. Er verdiente seinen Lebensunterhalt zunächst als Fabrikarbeiter in der Biebricher Chemischen Fabrik Kalle und nach dem Krieg als Bürohilfsarbeiter.
1918 wurde er SPD-Parteisekretär und nahm im Dezember des Jahres am Rätekongress in Berlin teil.
1919 wurde er Stadtverordnetenvorsteher in Biebrich und im Jahr darauf zum Ersten Beigeordneten der Stadt gewählt. 1922 wurde ihm der Titel 2. Bürgermeister verliehen. Nach der Gemeindeordnung bilden der Erste Beigeordnete und der Bürgermeister gemeinsam den Gemeindevorstand.
Von 1920 bis 1926 hatte Scheffler ein Mandat für den Nassauischen Kommunallandtag des preußischen Regierungsbezirks Wiesbaden bzw. den Provinziallandtag der Provinz Hessen-Nassau.
Im August 1923 wurde er von der französischen Besatzungsmacht ausgewiesen, konnte jedoch im Juni 1924 auf Initiative des Oberbürgermeisters Georg Vogt zurückkehren und sich wieder der Politik widmen.
Von Dezember 1924 bis Februar 1926 war er stellvertretendes Mitglied des Preußischen Staatsrats.
Nach der Eingemeindung der Stadt Biebrich in die Stadt Wiesbaden trat er zum 1. Oktober 1926 in Pension, verließ die SPD und trat dem Reichsbanner Schwarz-Rot-Gold bei.
Scheffler trat aus der evangelischen Kirche aus und war bis 1933  Vorsitzender der Deutsch-katholischen Gemeinde in Wiesbaden.